# Ernest Langlois
Pour les articles homonymes, voir Langlois.
Ernest Langlois (Heippes, 4 septembre 1857 - Lille, 15 juillet 1924), est un historien et médiéviste français, spécialiste du Roman de la Rose.

## Biographie
Après des études à l'École nationale des chartes, il obtient en 1883 le diplôme d'archiviste paléographe. La même année, il est nommé membre de l'École française de Rome. En 1888, il est élu à l'université de Lille, où il fait toute sa carrière et dont il devient le doyen en 1900.

## Distinctions
- Chevalier de la Légion d'honneur (30 septembre 1920)

## Sélection d’œuvres
- Le Couronnement Looys (1888)
- Origines et sources du Roman de la Rose (1890)
- Le jeu de Robin et Marion (1896)
- Anciens proverbes français (1899)
- Table des noms propres de toute nature compris dans les chansons de geste imprimées (1904)
- Les manuscrits du Roman de la Rose, description et classement (1910)
- Le Roman de la Rose par Guillaume de Loris et Jean de Meun (1914-1924)
- Adam Le Bossu, Jeu du Pèlerin (1924)

## Source
- Éloge funèbre par François Delaborde, dans Bibliothèque de l'École des chartes, 1924, p. 426-429. [lire en ligne]
- Notices d'autorité :   - VIAF
  - ISNI
  - BnF (données)
  - IdRef
  - LCCN
  - GND
  - CiNii
  - Espagne
  - Pays-Bas
  - Pologne
  - Israël
  - NUKAT
  - Catalogne
  - Vatican
  - Norvège
  - Tchéquie
  - Portugal
  - Grèce
  - WorldCat
- Ressources relatives à la recherche :   - La France savante
  - Persée
  - Thèses de doctorat ès lettres soutenues en France de 1808 à 1940